# Небојша Јерковић
Небојша Јерковић (Огар, код Пећинаца, фебруар 1912 — Бела Река, код Шапца, 27. децембар 1941) био је учитељ и учесник Народноослободилачке борбе.

## Биографија
Рођен је фебруара 1912. у селу Огар, код Пећинаца. Потицао је из учитељске породице.
Основну школу је завршио у родном месту, а гимназију у Панчеву. Учитељску школу је учио у Сомбору и Суботици. Потом је као учитељ радио у селима Сремска Рача и Кленак. Због својих политичких ставова био је са службом упућиван у заостала и беспутна села Македоније, на југословенско-албанској граници, у Гори.
Био је један од најистакнутијих чланова Учитељске културно-издавачке задруге „Вук Караџић”, коју су водили комунисти и која је била легалан облик револуционарног учитељског покрета. Има је велики углед међу учитељима и постао председник овог Учитељског удружења.
Године 1939, заједно са супругом Катарином, која је била учитељица, постао је члан тада илегалне Комунистичке партије Југославије (КПЈ). Убрзо потом постао је секретар партијске ћелије. Године 1940, учествовао је са супругом на партијском курсу у Сијаринској Бањи, код Лесковца којим је руководио Светозар Вукмановић Темпо, а раду курса учествовао је и Веселин Маслеша. Током овог курса Небојша је био руковдилац једне групе.
Од 1940. живео је у Београду. Добио је легално запослење код Геце Кона као аквизитер, а бавио се професионалним партијским и револуционарним радом. После Априлског рата, 1941. године напустио је Београд и са супругом отишао у село Кленак. Потом је крајем јуна, по налогу КПЈ, прешао у Шабац, где је 25. јуна на састанку ОК КПЈ за Шабац био укључен у Војно-оперативни штаб. Пошто је за време служења војног рока завршио Школу резервних официра и имао чин резервног поручника, био је предвиђен за команданта будућег одреда.
Одмах потом Небојша је напустио Шабац и отишао у село Штитар, у чијој су близини почели да се окупљају комунисти који су напуштали Шабац и прелазили на терен. Они су овде активно радили на организовању партизанског одреда – прикупљали су оружје, муницију и др. Убрзо потом 16. јула формиран је Мачвански партизански одред, а Небојша је постао његов командант.
Под његовом командом Мачвански партизански одред је вршио многе успешне акције током лета и јесени 1941. године. У почетку је вршио нападе на жандармеријске станице у селима Мачве и Подриња, а у августу је извео напад на Мачванску Митровицу и два пута на Богатић. Ове успешне акције допринеле су да одред бројчано ојача и да се наоружа.
Јерковић је 25. августа постигао споразум са капетаном Драгославом Рачићем, командантом Церског четничког одреда о заједничкој борби. Потом су партизани Мачванског одреда, заједно са четницима учествовали у нападу на Бању Ковиљачу, блокади Шапца и неуспелом нападу на Шабац, крајем септембра. У току септембра створена је велика ослобођена територија са ослобођеним местима – Бања Ковиљача, Богатић, Лозница и Мачванска Митровица.
На саветовању Главног штаба НОП одреда у Столицана, одржаном 26. септембра 1941, учествовао је и Небојша Јерковић. На његову иницијативу, Врховни штаб је одлучио да се преко Народноослободилачких одбора организује сакупљање пшенице и других житарица и изврши њихова евакуација у брдске пределе Рађевине и даље ка центру ослобођене територије у Ужицу. Народ Мачве, Поцерине и Посавине је прихватио ову иницијативу и дао велике количине житарица, не желећи да оне падну у руке окупатора.
Када су јаке окупационе снаге, покренуле Прву непријатељску офанзиву, крајем септембра 1941. године, први на удару немачке 342. дивизије био је Мачвански партизански одред. После упорних борби, одред је био приморан да се повлачи ка југу. После пада Ужичке републике, крајем новембра одред се нашао у још тежој ситуацији. На састанку Штаба одреда са представником Главног штаба НОП одреда Србије Мирком Томићем, 15. децембра у селу Драгодолу, код Осечине, донета је одлука, на основу директиве Врховног штаба, да се одреди врате на свој терен. Пробијајући се ка Мачви, на Церу је крајем децембра, изгинуо или заробљен готов читав командни састав одреда – штаб одреда, штабови батаљона и већи број бораца. Ово је означило потпуно разбијање одреда, а само једна чета је успела да се пробије и прикључи Ваљевском партизанском одреду.
Према плану о пробијању, одред се поделио у мање групе, а за место састанка одређен је Кумовац на Церу. Група у којој се налазио Небојша Јерковић, бројала је још осморо људи – Добросав Радосављевић, Радован Вуковић, Данило Бакић, Александар Станковић Лала, Миодраг Мика Граор, Мимчило Моша Срнић и курири Штаба Миленко Берић и Алекса Андрић. У селу Бела Река, у подножју Цера, ова група се сместила у кући Божидара Радојчића, која је била на крају села. Увидевши да је групно пробијање немогуће, 27. децембра 1941. донели су одлуку да се поделе у две грпе. У Белој Реци су тада са Јерковићем остала четири партизана.
Непромишљеном акцијом курира Александра Андрића, који је у току дана самовољно напустио село, увече су у село дошли припадници љотићевог добровољачког одреда. Око 23 часа они су опколили кућу у којој су били партизани и заробили Андрића. Потом су отворили ватру на кућу. Нашавши се у безизлазној ситуацији, група партизана се одлучила на самоубиство, како не би пали у заробљеништво. Тада су поред Небојше Јерковића, страдали и Александар Станковић Лала (1907–1941), Миодраг Мика Граор (1922–1941) и Момчило Моша Срнић (1919–1941). Немци су потом њихова тела однели у Шабац, а домаћина куће Божидара Радојчића, који се налазио у шабачком логору стрељали. 
Поред Небојше у рату је учествовала и његова супруга Катарина Каћа Јерковић, учитељица, која је од августа 1941. била курир Окружног комитета КПЈ за Шабац и кури Штаба Мачванског одреда. После неуспелог партизанско-четничког напада на Шабац, остала је илегално да борави у Шапцу, а касније је прешла у Београд. Небојшин млађи брат Душан, који је такође био учитељ и члан КПЈ, био је један организатора устанка у Ужицу и командант Ужичког партизанског одреда. Погинуо је 29. новембра 1941. за време битке на Кадињачи.
Указом Председништва АВНОЈ-а постхумно је 6. јула 1945. одликован Орденом заслуга за народ првог реда.
У част Небојше и Душана Јерковића једна београдска основна школа и улица, као и насеље око те улице, носе назив Браћа Јерковић. Такође Небојшино име носи и основна школа у селу Буђановцима, код Руме, oсновна школа у Драгашу, у Гори, као и неколико улица широм Србије.

## Галерија
- Споменик Браћи Јерковић у Београду
- Споменик у Београду
- Споменик у Шапцу
- Споменик у Шапцу
- Гроб на Партизанском гробљу у Шапцу